# Кульчиці (зупинний пункт)
Ку́льчиці — пасажирський залізничний зупинний пункт Львівської дирекції Львівської залізниці на електрифікованій лінії Стрий — Самбір між станціями Дубляни (4 км) та Самбір (9 км). Розташований в селі Кульчиці Самбірського району Львівської області.

## Пасажирське сполучення
На зупинному пункті Кульчиці зупиняються приміські електропоїзди сполученням Стрий — Самбір. 